# Arktur
Arktur, oznaka α Volarja (latinizirano v Alfa Volarja, tudi α Boötis, Alfa Boötis, Alfa Boo, α Boo), je najsvetlejša zvezda v ozvezdju Volarja, četrta najsvetlejša zvezda nočnega neba in najsvetlejša na severni nebesni polobli. Skupaj s Spiko in Denebolo (ali Regulom, odvisno od vira), je Arktur del asterizma Pomladni trikotnik. Če prej naštetim zvezdam dodamo še Cor Caroli, dobimo Veliki diamant. Gledano z Zemlje se nahaja skoraj na severnem galaktičnem polu Rimske ceste.